# Biathlon-Junioreneuropameisterschaften 2016
Die Biathlon-Junioreneuropameisterschaften 2016 wurden vom 17. bis 20. März 2016 auf der Hochebene von Pokljuka in Slowenien ausgetragen und gehörten zum IBU-Junior-Cup. Sie fanden in diesem Jahr getrennt von den Biathlon-Europameisterschaften 2016 statt.

## Zeitplan
| Datum          | Junioren | Junioren             | Juniorinnen | Juniorinnen        |
| -------------- | -------- | -------------------- | ----------- | ------------------ |
| 17. März (Do.) | 10:00    | Einzel (15 km)       | 14:30       | Einzel (12,5 km)   |
| 19. März (Sa.) | 10:00    | Sprint (10 km)       | 13:30       | Sprint (7,5 km)    |
| 20. März (So.) | 10:00    | Verfolgung (12,5 km) | 13:30       | Verfolgung (10 km) |

## Junioren

### Einzel 15 km
| Platz | Sportler          | Zeit    | Schieß- fehler |
| ----- | ----------------- | ------- | -------------- |
| 1     | Wiktar Kryuko     | 39:05,3 | 0+0+1+0        |
| 2     | Anton Dudtschenko | +1:15,0 | 0+0+1+0        |
| 3     | Roman Jeremin     | +1:40,6 | 1+0+1+0        |
| 4     | Dominic Reiter    | +1:44,1 | 0+0+0+0        |
| 5     | Emilien Jacquelin | +2:09,2 | 0+1+0+1        |
| 6     | Wiktor Plizew     | +2:35,8 | 0+1+0+1        |
| 7     | Luca Ghiglione    | +2:49,6 | 0+0+1+0        |
| 8     | David Zobel       | +3:01,3 | 2+0+0+1        |
| 9     | Dmitri Schamajew  | +3:03,3 | 0+1+0+1        |
| 10    | Felix Leitner     | +3:03,7 | 0+1+1+1        |

Datum: Donnerstag, 17. März 2016, 10:00 Uhr
Gemeldet: 98 Athleten, nicht beendet (DNF): 1
Weitere Teilnehmer aus deutschsprachigen Ländern und Ländern mit deutschsprachigen Provinzen:

 Nirando Bacchetta +3:37,5 min (0+0+0+1) 12. Platz.

 Marco Groß +4:09,3 min (1+0+1+0) 18. Platz.

 Joscha Burkhalter +4:51,0 min (1+1+0+0) 24. Platz.

 Emil Bormetti +5:32,8 min (1+0+1+1) 28. Platz.

 Patrick Jakob +5:34,3 min (2+0+0+2) 29. Platz.

 Justus Strelow +5:44,7 min (1+1+0+0) 32. Platz.

 Dominic Schmuck +6:33,1 min (0+2+1+2) 42. Platz.

 Sebastian Trixl +7:06,0 min (2+1+0+2) 46. Platz.

 Fabian Ulmer +7:23,6 min (1+0+0+1) 50. Platz.

 Andrea Baretto +7:37,8 min (1+2+0+2) 51. Platz.

 Paolo Rodigari +9:09,0 min (2+2+1+1) 62. Platz.

 Tom Lahaye-Goffart +10:57,1 min (4+1+0+2) 71. Platz.

 Thomas Elsigan +11:03,1 min (3+0+2+1) 73. Platz.

 Marco di Sopra +12:07,5 min (2+0+1+4) 77. Platz.

### Sprint 10 km
| Platz | Sportler          | Zeit    | Schieß- fehler |
| ----- | ----------------- | ------- | -------------- |
| 1     | Wiktar Kryuko     | 25:08,0 | 1+1            |
| 2     | Dominic Reiter    | +2,6    | 0+0            |
| 3     | David Zobel       | +12,3   | 0+2            |
| 4     | Anton Dudtschenko | +14,4   | 1+0            |
| 5     | Emilien Jacquelin | +35,2   | 1+1            |
| 6     | Nikita Porschnew  | +39,1   | 0+1            |
| 7     | Mitja Drinovec    | +40,9   | 0+0            |
| 8     | Wiktor Plizew     | +43,3   | 1+0            |
| 9     | Witalij Trusch    | +43,9   | 2+0            |
| 10    | Guillaume Munoz   | +45,7   | 0+0            |

Datum: Samstag, 19. März 2016, 10:00 Uhr
Gemeldet: 98 Athleten, nicht am Start (DNS): 3, nicht beendet (DNF): 1
Weitere Teilnehmer aus deutschsprachigen Ländern und Ländern mit deutschsprachigen Provinzen:

 Felix Leitner +49,6 (1+2) 12. Platz.

 Dominic Schmuck +1:02,9 min (1+1) 20. Platz.

 Emil Bormetti +1:13,8 min (1+1) 24. Platz.

 Marco Groß +1:34,7 min (0+2) 30. Platz.

 Patrick Jakob +1:41,8 min (2+0) 33. Platz.

 Andrea Baretto +1:48,3 min (1+1) 37. Platz.

 Luca Ghiglione +2:01,1 min (1+1) 42. Platz.

 Tom Lahaye-Goffart +2:05,3 min (1+1) 45. Platz.

 Joscha Burkhalter +2:13,3 min (2+1) 48. Platz.

 Nirando Bacchetta +2:17,0 min (1+2) 49. Platz.

 Marco di Sopra +2:26,0 min (1+0) 52. Platz.

 Paolo Rodigari +2:37,4 min (1+1) 55. Platz.

 Justus Strelow +2:54,8 min (2+2) 58. Platz.

 Sebastian Trixl +2:58,5 min (2+1) 59. Platz.

 Fabian Ulmer +3:26,5 min (1+0) 66. Platz.

 Thomas Elsigan +4:35,8 min (3+2) 75. Platz.

### Verfolgung 12,5 km
| Platz | Sportler                  | Zeit    | Schieß- fehler |
| ----- | ------------------------- | ------- | -------------- |
| 1     | David Zobel               | 32:56,7 | 1+0+1+0        |
| 2     | Emilien Jacquelin         | +27,2   | 1+0+0+2        |
| 3     | Anton Dudtschenko         | +41,4   | 0+1+2+0        |
| 4     | Wiktor Plizew             | +1:00,9 | 1+1+0+0        |
| 5     | Nikita Porschnew          | +1:08,3 | 2+1+1+0        |
| 6     | Wladislaw Witenko         | +1:12,3 | 1+0+1+0        |
| 7     | Martin Perrillat Bottonet | +1:35,1 | 0+1+1+1        |
| 8     | Wiktar Kryuko             | +1:39,1 | 4+0+1+2        |
| 9     | Dominic Reiter            | +1:40,3 | 0+0+2+1        |
| 10    | Mitja Drinovec            | +1:50,7 | 1+1+0+1        |

Datum: Sonntag, 20. März 2016, 10:00 Uhr
Gemeldet: 60 Athleten, nicht am Start (DNS): 1, nicht beendet (DNF): 2
Weitere Teilnehmer aus deutschsprachigen Ländern und Ländern mit deutschsprachigen Provinzen:

 Marco Groß +2:00,0 min (0+0+0+1) 12. Platz.

 Emil Bormetti +2:16,9 min (0+0+2+1) 16. Platz.

 Dominic Schmuck +2:27,2 min (1+2+1+0) 19. Platz.

 Felix Leitner +2:45,1 (1+1+3+3) 24. Platz.

 Luca Ghiglione +2:54,8 min (0+0+1+0) 26. Platz.

 Nirando Bacchetta +4:31,2 min (0+0+2+3) 41. Platz.

 Andrea Baretto +4:38,8 min (2+1+2+1) 42. Platz.

 Patrick Jakob +5:01,7 min (2+1+1+2) 43. Platz.

 Paolo Rodigari +5:39,3 min (1+2+1+1) 46. Platz.

 Tom Lahaye-Goffart +5:51,7 min (2+1+2+1) 48. Platz.

 Justus Strelow +6:01,4 min (0+2+0+1) 49. Platz.

 Sebastian Trixl +7:05,6 min (1+2+1+3) 52. Platz.

 Marco di Sopra +7:18,9 min (1+1+2+1) 53. Platz.

 Joscha Burkhalter DNS

## Juniorinnen

### Einzel 12,5 km
| Platz | Sportler                | Zeit    | Schieß- fehler |
| ----- | ----------------------- | ------- | -------------- |
| 1     | Anastassija Merkuschyna | 39:53,3 | 0+0+0+0        |
| 2     | Christin Maier          | +35,1   | 0+0+0+0        |
| 3     | Lena Arnaud             | +48,9   | 0+0+1+0        |
| 4     | Marion Deigentesch      | +54,5   | 0+1+0+1        |
| 5     | Julia Schwaiger         | +1:22,6 | 1+1+0+0        |
| 6     | Carmen Runggaldier      | +1:30,5 | 0+0+0+1        |
| 7     | Chloé Chevalier         | +1:39,9 | 2+0+1+1        |
| 8     | Natalja Uschkina        | +2:14,9 | 1+1+0+0        |
| 9     | Julia Simon             | +2:46,3 | 2+0+0+1        |
| 10    | Anna Weidel             | +3:40,7 | 0+0+1+0        |

Datum: Donnerstag, 17. März 2016, 14:30 Uhr
Gemeldet: 80 Athletinnen, nicht am Start (DNS): 3, nicht beendet (DNF): 1
Weitere Teilnehmer aus deutschsprachigen Ländern und Ländern mit deutschsprachigen Provinzen:

 Tamara Steiner +4:08,3 min (0+0+1+0) 12. Platz.

 Ginevra Rocchia +4:09,3 min (0+0+0+0) 13. Platz.

 Magdalena Fankhauser +4:26,1 min (0+0+1+1) 15. Platz.

 Theresa Straßberger +4:31,6 min (2+1+1+0) 17. Platz.

 Simone Kupfner +6:04,9 min (0+1+3+1) 23. Platz.

 Julia Weiß +7:32,9 min (2+2+3+0) 31. Platz.

 Rachele Fanesi +9:48,2 min (1+1+2+1) 43. Platz.

 Alice Cogilli +17:25,8 min (3+3+0+4) 61. Platz.

 Janina Hettich DNS

### Sprint 7,5 km
| Platz | Sportler                | Zeit    | Schieß- fehler |
| ----- | ----------------------- | ------- | -------------- |
| 1     | Lena Arnaud             | 23:02,2 | 0+0            |
| 2     | Chloé Chevalier         | +23,4   | 2+0            |
| 3     | Christin Maier          | +29,2   | 0+0            |
| 4     | Anastassija Merkuschyna | +34,8   | 0+0            |
| 5     | Julia Simon             | +39,4   | 0+2            |
| 6     | Kamila Żuk              | +40,4   | 0+1            |
| 7     | Marion Deigentesch      | +42,4   | 0+0            |
| 8     | Jelisaweta Beltschenko  | +1:00,8 | 0+0            |
| 9     | Jekaterina Moschkowa    | +1:03,8 | 0+1            |
| 10    | Kinga Mitoraj           | +1:05,2 | 0+0            |

Datum: Samstag, 19. März 2016, 14:00 Uhr
Gemeldet: 80 Athletinnen, nicht beendet (DNF): 3
Weitere Teilnehmer aus deutschsprachigen Ländern und Ländern mit deutschsprachigen Provinzen:

 Julia Weiß +1:34,2 min (0+1) 11. Platz.

 Theresa Straßberger +1:42,1 min (0+2) 13. Platz.

 Rachele Fanesi +2:52,5 min (0+0) 20. Platz.

 Tamara Steiner +3:01,7 min (0+0) 23. Platz.

 Julia Schwaiger +3:11,3 min (1+2) 25. Platz.

 Anna Weidel +3:12,2 min (2+0) 26. Platz.

 Magdalena Fankhauser +3:18,8 min (1+0) 29. Platz.

 Carmen Runggaldier +3:34,9 min (1+3) 31. Platz.

 Simone Kupfner +4:06,8 min (3+1) 36. Platz.

 Ginevra Rocchia +4:23,1 min (2+1) 37. Platz.

 Alice Cogilli +9:20,0 min (3+3) 61. Platz.

 Janina Hettich DNF

### Verfolgung 10 km
| Platz | Sportler                | Zeit    | Schieß- fehler |
| ----- | ----------------------- | ------- | -------------- |
| 1     | Julia Simon             | 36:28,5 | 1+0+0+1        |
| 2     | Lena Arnaud             | +21,7   | 2+0+0+1        |
| 3     | Christin Maier          | +1:19,4 | 0+1+1+0        |
| 4     | Theresa Straßberger     | +2:12,5 | 0+0+1+1        |
| 5     | Anastassija Merkuschyna | +3:25,5 | 0+0+3+2        |
| 6     | Jekaterina Moschkowa    | +3:33,4 | 0+1+2+2        |
| 7     | Chloé Chevalier         | +3:39,7 | 2+4+2+1        |
| 8     | Kamila Żuk              | +4:01,9 | 2+2+2+2        |
| 9     | Jelisaweta Beltschenko  | +4:06,1 | 0+1+1+2        |
| 10    | Darja Blaschko          | +4:11,3 | 0+1+1+0        |

Datum: Sonntag, 20. März 2016, 14:00 Uhr
Gemeldet: 60 Athletinnen, nicht am Start (DNS): 6, nicht beendet (DNF): 3
Weitere Teilnehmer aus deutschsprachigen Ländern und Ländern mit deutschsprachigen Provinzen:

 Julia Schwaiger +4:41,9 min (0+1+0+0) 11. Platz.

 Anna Weidel +5:03,2 min (0+1+1+0) 13. Platz.

 Julia Weiß +5:55,1 min (2+1+1+1) 18. Platz.

 Carmen Runggaldier +6:10,4 min (2+0+2+0) 18. Platz.

 Tamara Steiner +8:15,9 min (0+0+2+0) 25. Platz.

 Simone Kupfner +8:53,8 min (1+1+2+1) 27. Platz.

 Magdalena Fankhauser +11:45,3 min (2+2+2+1) 34. Platz.

 Rachele Fanesi +12:32,5 min (2+4+1+3) 38. Platz.

 Ginevra Rocchia +13:30,8 min (0+1+4+3) 42. Platz.

 Marion Deigentesch DNS